# Waigeucola palpalis
Genre
Espèce
Waigeucola palpalis, unique représentant du genre Waigeucola, est une espèce d'opilions laniatores de la famille des Podoctidae.

## Distribution
Cette espèce est endémique de Waigeo en Nouvelle-Guinée occidentale en Indonésie.

## Description
Le mâle syntype mesure 5 mm.

## Publication originale
- Roewer, 1949 : « Über Phalangodiden I. (Subfam. Phalangodinae, Tricommatinae, Samoinae.) Weitere Weberknechte XIII. » Senckenbergiana, vol. 30, p. 11–61.